# Liste der Nummer-eins-Hits in Dänemark (2021)
Dies ist eine Liste der Nummer-eins-Hits in Dänemark (inklusive Grönland und Färöer) im Jahr 2021. Sie basiert auf den offiziellen Album Top-40 und Track Top-40, die im Auftrag von IFPI Dänemark erstellt werden.

## Singles
| ← 2020 ← | Liste der Nummer-eins-Hits in Dänemark | Liste der Nummer-eins-Hits in Dänemark     | Liste der Nummer-eins-Hits in Dänemark | 2022 → |
| \| Zeitraum \| Wo. ges. \| Interpret \| Titel Autor(en) \| Zusätzliche Informationen \| \| (Zeitraum, Wochen auf Platz eins, Interpret, Titel, Autor[en], zusätzliche Informationen) \| \| \| \| \| \| ----------------------------------------------------------------------------------------- \| -------- \| ------------------------------------------ \| ----------------------------------------------------------------------------------------------------------------------------------------------------------------------------------------------------------------------------------------------------------------- \| --------------------------------------------------------------------------------------------------------------------------------------------------------------------------------------------------------------------------------------------------------------------- \| \| 9. Dezember 2020 – 5. Januar 2021 4 Wochen (insgesamt 17) \| 17 \| Wham! \| Last Christmas George Michael \| – \| \| 6. Januar 2021 – 12. Januar 2021 1 Woche (insgesamt 5) \| 5 \| Lord Siva \| Solhverv Brian Sivabalan, Søren Schou, Chang Il Kim, Christian Kroman Andersen, Peter Andreas Lützen \| – \| \| 13. Januar 2021 – 19. Januar 2021 1 Woche \| 1 \| Branco \| Bando Bitch Musik: Benjamin Juul Cimatu, Tobias Aldin Jensen, Joshua Joseph Kofi Osei Duncan; Text: Benjamin Juul Cimatu, Miklo Demir \| – \| \| 20. Januar 2021 – 16. Februar 2021 4 Wochen (insgesamt 6) \| 6 \| Olivia Rodrigo \| Drivers License Daniel Leonard Nigro, Olivia Rodrigo \| – \| \| 17. Februar 2021 – 23. Februar 2021 1 Woche \| 1 \| Branco & Lukas Graham \| No Evil Brandon Eujim O’Bryant Beal, Benjamin Juul Cimatu, Lukas Forchhammer, Tobias Aldin Jensen, Joshua Joseph Kofi Osei Duncan \| – \| \| 24. Februar 2021 – 2. März 2021 1 Woche (insgesamt 6) \| 6 \| Olivia Rodrigo \| Drivers License Daniel Leonard Nigro, Olivia Rodrigo \| – \| \| 3. März 2021 – 9. März 2021 1 Woche (insgesamt 2) \| 2 \| The Weeknd \| Save Your Tears Martin Karl Sandberg, Abel Tesfaye, Ahmad Balshe, Oscar Thomas Holter, Jason Matthew Quenneville \| – \| \| 10. März 2021 – 16. März 2021 1 Woche (insgesamt 6) \| 6 \| Olivia Rodrigo \| Drivers License Daniel Leonard Nigro, Olivia Rodrigo \| – \| \| 17. März 2021 – 23. März 2021 1 Woche \| 1 \| Fyr og Flamme \| Øve os på hinanden Laurits Emanuel Pedersen Graae \| Das Lied ist der dänische Beitrag zum Eurovision Song Contest 2021 \| \| 24. März 2021 – 30. März 2021 1 Woche (insgesamt 2) \| 2 \| The Weeknd \| Save Your Tears Martin Karl Sandberg, Abel Tesfaye, Ahmad Balshe, Oscar Thomas Holter, Jason Matthew Quenneville \| – \| \| 31. März 2021 – 18. Mai 2021 7 Wochen \| 7 \| Justin Bieber feat. Daniel Caesar & Giveon \| Peaches Justin Drew Bieber, Giveon Dezmann Evans, Bernard Alexander Harvey, Ashton Dumar Norwill Simmonds, Andrew Wotman, Louis Russell Bell, Felisha Tashira King, Matthew Sean Leon, Luis Manuel Martinez Jr., Aaron St. Clair Burnett Simmonds, Keavan Yazdani \| – \| \| 19. Mai 2021 – 25. Mai 2021 1 Woche \| 1 \| Gilli \| Kærlighed Kian Rosenberg Larsen, Nicki Pooyandeh \| – \| \| 26. Mai 2021 – 1. Juni 2021 1 Woche (insgesamt 3) \| 3 \| Artigeardit × Kesi \| Er her Oliver Kesi Chambuso, Ardit Aliti, Anton Westerlin Kjeldsen \| – \| \| 2. Juni 2021 – 15. Juni 2021 2 Wochen \| 2 \| Olivia Rodrigo \| Good 4 U Daniel Leonard Nigro, Olivia Rodrigo, Hayley Nichole Williams, Joshua Neil Farro \| – \| \| 16. Juni 2021 – 29. Juni 2021 2 Wochen (insgesamt 3) \| 3 \| Artigeardit × Kesi \| Er her Oliver Kesi Chambuso, Ardit Aliti, Anton Westerlin Kjeldsen \| – \| \| 30. Juni 2021 – 13. Juli 2021 2 Wochen \| 2 \| Benny Jamz, Gilli & Kesi feat. B.O.C. \| Ibiza Nicki Pooyandeh, Benjamin Jacob Small Heyn-Johnsen, Kian Rosenberg Larsen, Oliver Kesi Chambuso \| – \| \| 14. Juli 2021 – 20. Juli 2021 1 Woche \| 1 \| Gulddreng \| Helt sikker Malte Fynboe Manniche Ebert, Peter Alfred Unruh Thomas, Oscar Morosinotto Johansen \| Fünf Wochen, in denen sich die dänische Nationalmannschaft bis ins Halbfinale der Europameisterschaft spielte, brauchte der EM-Song bis an die Chartspitze. Fünf Jahre brauchte Malte „Gulddreng“ Ebert, um seinen 7 Nummer-eins-Hits von 2016 einen 8. hinzuzufügen. \| \| 21. Juli 2021 – 17. August 2021 4 Wochen (insgesamt 7) \| 7 \| Ed Sheeran \| Bad Habits Edward Christopher Sheeran, Johnny McDaid, Frederick John Philip Gibson \| – \| \| 18. August 2021 – 21. September 2021 5 Wochen \| 5 \| The Kid Laroi & Justin Bieber \| Stay Omer Fedi, Blake Slatkin, Justin Drew Bieber, Magnus August Høiberg, Michael David Mulé, Subhaan Rahmaan, Isaac John De Boni, Charles Otto Puth Jr., Charlton Kenneth Jeffrey Howard \| – \| \| 22. September 2021 – 12. Oktober 2021 3 Wochen (insgesamt 7) \| 7 \| Ed Sheeran \| Bad Habits Edward Christopher Sheeran, Johnny McDaid, Frederick John Philip Gibson \| – \| \| 13. Oktober 2021 – 26. Oktober 2021 2 Wochen (insgesamt 15) \| 15 \| Tobias Rahim feat. Andreas Odbjerg \| Stor mand Tobias Rahim Secilmis Hasling, Fridolin Tai Nordsø Schjoldan, Andreas Dyre Odbjerg, Arto Louis Eriksen \| – \| \| 27. Oktober 2021 – 2. November 2021 1 Woche \| 1 \| Adele \| Easy on Me Gregory Allen Kurstin, Adele Laurie Blue Adkins \| – \| \| 3. November 2021 – 7. Dezember 2021 5 Wochen (insgesamt 15) \| 15 \| Tobias Rahim feat. Andreas Odbjerg \| Stor mand Tobias Rahim Secilmis Hasling, Fridolin Tai Nordsø Schjoldan, Andreas Dyre Odbjerg, Arto Louis Eriksen \| – \| \| 8. Dezember 2021 – 4. Januar 2022 4 Wochen (insgesamt 17) \| 17 \| Wham! \| Last Christmas George Michael \| – \| |                                        |                                            | | |
| ← 2020 |                                        |                                            | | → 2022 → |
| Zeitraum | Wo. ges.                               | Interpret                                  | Titel Autor(en) | Zusätzliche Informationen |
| (Zeitraum, Wochen auf Platz eins, Interpret, Titel, Autor[en], zusätzliche Informationen) |                                        |                                            | | |
| 9. Dezember 2020 – 5. Januar 2021 4 Wochen (insgesamt 17) | 17                                     | Wham!                                      | Last Christmas George Michael | – |
| 6. Januar 2021 – 12. Januar 2021 1 Woche (insgesamt 5) | 5                                      | Lord Siva                                  | Solhverv Brian Sivabalan, Søren Schou, Chang Il Kim, Christian Kroman Andersen, Peter Andreas Lützen | – |
| 13. Januar 2021 – 19. Januar 2021 1 Woche | 1                                      | Branco                                     | Bando Bitch Musik: Benjamin Juul Cimatu, Tobias Aldin Jensen, Joshua Joseph Kofi Osei Duncan; Text: Benjamin Juul Cimatu, Miklo Demir | – |
| 20. Januar 2021 – 16. Februar 2021 4 Wochen (insgesamt 6) | 6                                      | Olivia Rodrigo                             | Drivers License Daniel Leonard Nigro, Olivia Rodrigo | – |
| 17. Februar 2021 – 23. Februar 2021 1 Woche | 1                                      | Branco & Lukas Graham                      | No Evil Brandon Eujim O’Bryant Beal, Benjamin Juul Cimatu, Lukas Forchhammer, Tobias Aldin Jensen, Joshua Joseph Kofi Osei Duncan | – |
| 24. Februar 2021 – 2. März 2021 1 Woche (insgesamt 6) | 6                                      | Olivia Rodrigo                             | Drivers License Daniel Leonard Nigro, Olivia Rodrigo | – |
| 3. März 2021 – 9. März 2021 1 Woche (insgesamt 2) | 2                                      | The Weeknd                                 | Save Your Tears Martin Karl Sandberg, Abel Tesfaye, Ahmad Balshe, Oscar Thomas Holter, Jason Matthew Quenneville | – |
| 10. März 2021 – 16. März 2021 1 Woche (insgesamt 6) | 6                                      | Olivia Rodrigo                             | Drivers License Daniel Leonard Nigro, Olivia Rodrigo | – |
| 17. März 2021 – 23. März 2021 1 Woche | 1                                      | Fyr og Flamme                              | Øve os på hinanden Laurits Emanuel Pedersen Graae | Das Lied ist der dänische Beitrag zum Eurovision Song Contest 2021 |
| 24. März 2021 – 30. März 2021 1 Woche (insgesamt 2) | 2                                      | The Weeknd                                 | Save Your Tears Martin Karl Sandberg, Abel Tesfaye, Ahmad Balshe, Oscar Thomas Holter, Jason Matthew Quenneville | – |
| 31. März 2021 – 18. Mai 2021 7 Wochen | 7                                      | Justin Bieber feat. Daniel Caesar & Giveon | Peaches Justin Drew Bieber, Giveon Dezmann Evans, Bernard Alexander Harvey, Ashton Dumar Norwill Simmonds, Andrew Wotman, Louis Russell Bell, Felisha Tashira King, Matthew Sean Leon, Luis Manuel Martinez Jr., Aaron St. Clair Burnett Simmonds, Keavan Yazdani | – |
| 19. Mai 2021 – 25. Mai 2021 1 Woche | 1                                      | Gilli                                      | Kærlighed Kian Rosenberg Larsen, Nicki Pooyandeh | – |
| 26. Mai 2021 – 1. Juni 2021 1 Woche (insgesamt 3) | 3                                      | Artigeardit × Kesi                         | Er her Oliver Kesi Chambuso, Ardit Aliti, Anton Westerlin Kjeldsen | – |
| 2. Juni 2021 – 15. Juni 2021 2 Wochen | 2                                      | Olivia Rodrigo                             | Good 4 U Daniel Leonard Nigro, Olivia Rodrigo, Hayley Nichole Williams, Joshua Neil Farro | – |
| 16. Juni 2021 – 29. Juni 2021 2 Wochen (insgesamt 3) | 3                                      | Artigeardit × Kesi                         | Er her Oliver Kesi Chambuso, Ardit Aliti, Anton Westerlin Kjeldsen | – |
| 30. Juni 2021 – 13. Juli 2021 2 Wochen | 2                                      | Benny Jamz, Gilli & Kesi feat. B.O.C.      | Ibiza Nicki Pooyandeh, Benjamin Jacob Small Heyn-Johnsen, Kian Rosenberg Larsen, Oliver Kesi Chambuso | – |
| 14. Juli 2021 – 20. Juli 2021 1 Woche | 1                                      | Gulddreng                                  | Helt sikker Malte Fynboe Manniche Ebert, Peter Alfred Unruh Thomas, Oscar Morosinotto Johansen | Fünf Wochen, in denen sich die dänische Nationalmannschaft bis ins Halbfinale der Europameisterschaft spielte, brauchte der EM-Song bis an die Chartspitze. Fünf Jahre brauchte Malte „Gulddreng“ Ebert, um seinen 7 Nummer-eins-Hits von 2016 einen 8. hinzuzufügen. |
| 21. Juli 2021 – 17. August 2021 4 Wochen (insgesamt 7) | 7                                      | Ed Sheeran                                 | Bad Habits Edward Christopher Sheeran, Johnny McDaid, Frederick John Philip Gibson | – |
| 18. August 2021 – 21. September 2021 5 Wochen | 5                                      | The Kid Laroi & Justin Bieber              | Stay Omer Fedi, Blake Slatkin, Justin Drew Bieber, Magnus August Høiberg, Michael David Mulé, Subhaan Rahmaan, Isaac John De Boni, Charles Otto Puth Jr., Charlton Kenneth Jeffrey Howard                                                                         | – |
| 22. September 2021 – 12. Oktober 2021 3 Wochen (insgesamt 7) | 7                                      | Ed Sheeran                                 | Bad Habits Edward Christopher Sheeran, Johnny McDaid, Frederick John Philip Gibson | – |
| 13. Oktober 2021 – 26. Oktober 2021 2 Wochen (insgesamt 15) | 15                                     | Tobias Rahim feat. Andreas Odbjerg         | Stor mand Tobias Rahim Secilmis Hasling, Fridolin Tai Nordsø Schjoldan, Andreas Dyre Odbjerg, Arto Louis Eriksen | – |
| 27. Oktober 2021 – 2. November 2021 1 Woche | 1                                      | Adele                                      | Easy on Me Gregory Allen Kurstin, Adele Laurie Blue Adkins | – |
| 3. November 2021 – 7. Dezember 2021 5 Wochen (insgesamt 15) | 15                                     | Tobias Rahim feat. Andreas Odbjerg         | Stor mand Tobias Rahim Secilmis Hasling, Fridolin Tai Nordsø Schjoldan, Andreas Dyre Odbjerg, Arto Louis Eriksen | – |
| 8. Dezember 2021 – 4. Januar 2022 4 Wochen (insgesamt 17) | 17                                     | Wham!                                      | Last Christmas George Michael | – |

## Alben
| ← 2020 ← | Liste der Nummer-eins-Hits in Dänemark | Liste der Nummer-eins-Hits in Dänemark | Liste der Nummer-eins-Hits in Dänemark | 2022 →                    |
| \| Zeitraum \| Wo. ges. \| Interpret \| Titel \| Zusätzliche Informationen \| \| (Zeitraum, Wochen auf Platz eins, Interpret, Titel, zusätzliche Informationen) \| \| \| \| \| \| ------------------------------------------------------------------------------ \| -------- \| ------------------------------------- \| ------------------------------------- \| ------------------------- \| \| 9. Dezember 2020 – 5. Januar 2021 4 Wochen (insgesamt 23) \| 23 \| Michael Bublé \| Christmas \| – \| \| 6. Januar 2021 – 12. Januar 2021 1 Woche (insgesamt 9) \| 9 \| Pop Smoke \| Shoot for the Stars, Aim for the Moon \| – \| \| 13. Januar 2021 – 9. März 2021 8 Wochen \| 8 \| Branco \| Baba Business 2 \| – \| \| 10. März 2021 – 30. März 2021 3 Wochen \| 3 \| (Verschiedene Interpreten) \| MGP 2021 \| – \| \| 31. März 2021 – 25. Mai 2021 8 Wochen \| 8 \| Justin Bieber \| Justice \| – \| \| 26. Mai 2021 – 1. Juni 2021 1 Woche \| 1 \| J. Cole \| The Off-Season \| – \| \| 2. Juni 2021 – 8. Juni 2021 1 Woche (insgesamt 3) \| 3 \| Olivia Rodrigo \| Sour \| – \| \| 9. Juni 2021 – 15. Juni 2021 1 Woche \| 1 \| Artigeardit \| Held & lykke med at komme hjem \| – \| \| 16. Juni 2021 – 29. Juni 2021 2 Wochen (insgesamt 3) \| 3 \| Olivia Rodrigo \| Sour \| – \| \| 30. Juni 2021 – 10. August 2021 6 Wochen (insgesamt 7) \| 7 \| Benny Jamz, Gilli & Kesi feat. B.O.C. \| Mere end musik \| – \| \| 11. August 2021 – 24. August 2021 2 Wochen \| 2 \| Billie Eilish \| Happier Than Ever \| – \| \| 25. August 2021 – 31. August 2021 1 Woche \| 1 \| Fyr og Flamme \| Fyr og Flamme \| – \| \| 1. September 2021 – 7. September 2021 1 Woche \| 1 \| Balstyrko \| Jagten på noget \| – \| \| 8. September 2021 – 14. September 2021 1 Woche \| 1 \| Kanye West \| Donda \| – \| \| 15. September 2021 – 28. September 2021 2 Wochen \| 2 \| Drake \| Certified Lover Boy \| – \| \| 29. September 2021 – 5. Oktober 2021 1 Woche \| 1 \| Lil Nas X \| Montero \| – \| \| 6. Oktober 2021 – 26. Oktober 2021 3 Wochen \| 3 \| Branco \| 10 Years \| – \| \| 27. Oktober 2021 – 2. November 2021 1 Woche \| 1 \| Jung \| Forfra forbundet \| – \| \| 3. November 2021 – 9. November 2021 1 Woche (insgesamt 7) \| 7 \| Benny Jamz, Gilli & Kesi feat. B.O.C. \| Mere end musik \| – \| \| 10. November 2021 – 16. November 2021 1 Woche (insgesamt 3) \| 3 \| Ed Sheeran \| Equals (=) \| – \| \| 17. November 2021 – 30. November 2021 2 Wochen \| 2 \| ABBA \| Voyage \| – \| \| 1. Dezember 2021 – 7. Dezember 2021 1 Woche \| 1 \| Adele \| 30 \| – \| \| 8. Dezember 2021 – 14. Dezember 2021 1 Woche (insgesamt 23) \| 23 \| Michael Bublé \| Christmas \| – \| \| 15. Dezember 2021 – 21. Dezember 2021 1 Woche \| 1 \| Volbeat \| Servant of the Mind \| – \| \| 22. Dezember 2021 – 11. Januar 2022 3 Wochen (insgesamt 23) \| 23 \| Michael Bublé \| Christmas \| – \| |                                        |                                        |                                        |                           |
| ← 2020 |                                        |                                        |                                        | → 2022 →                  |
| Zeitraum | Wo. ges.                               | Interpret                              | Titel                                  | Zusätzliche Informationen |
| (Zeitraum, Wochen auf Platz eins, Interpret, Titel, zusätzliche Informationen) |                                        |                                        |                                        |                           |
| 9. Dezember 2020 – 5. Januar 2021 4 Wochen (insgesamt 23) | 23                                     | Michael Bublé                          | Christmas                              | –                         |
| 6. Januar 2021 – 12. Januar 2021 1 Woche (insgesamt 9) | 9                                      | Pop Smoke                              | Shoot for the Stars, Aim for the Moon  | –                         |
| 13. Januar 2021 – 9. März 2021 8 Wochen | 8                                      | Branco                                 | Baba Business 2                        | –                         |
| 10. März 2021 – 30. März 2021 3 Wochen | 3                                      | (Verschiedene Interpreten)             | MGP 2021                               | –                         |
| 31. März 2021 – 25. Mai 2021 8 Wochen | 8                                      | Justin Bieber                          | Justice                                | –                         |
| 26. Mai 2021 – 1. Juni 2021 1 Woche | 1                                      | J. Cole                                | The Off-Season                         | –                         |
| 2. Juni 2021 – 8. Juni 2021 1 Woche (insgesamt 3) | 3                                      | Olivia Rodrigo                         | Sour                                   | –                         |
| 9. Juni 2021 – 15. Juni 2021 1 Woche | 1                                      | Artigeardit                            | Held & lykke med at komme hjem         | –                         |
| 16. Juni 2021 – 29. Juni 2021 2 Wochen (insgesamt 3) | 3                                      | Olivia Rodrigo                         | Sour                                   | –                         |
| 30. Juni 2021 – 10. August 2021 6 Wochen (insgesamt 7) | 7                                      | Benny Jamz, Gilli & Kesi feat. B.O.C.  | Mere end musik                         | –                         |
| 11. August 2021 – 24. August 2021 2 Wochen | 2                                      | Billie Eilish                          | Happier Than Ever                      | –                         |
| 25. August 2021 – 31. August 2021 1 Woche | 1                                      | Fyr og Flamme                          | Fyr og Flamme                          | –                         |
| 1. September 2021 – 7. September 2021 1 Woche | 1                                      | Balstyrko                              | Jagten på noget                        | –                         |
| 8. September 2021 – 14. September 2021 1 Woche | 1                                      | Kanye West                             | Donda                                  | –                         |
| 15. September 2021 – 28. September 2021 2 Wochen | 2                                      | Drake                                  | Certified Lover Boy                    | –                         |
| 29. September 2021 – 5. Oktober 2021 1 Woche | 1                                      | Lil Nas X                              | Montero                                | –                         |
| 6. Oktober 2021 – 26. Oktober 2021 3 Wochen | 3                                      | Branco                                 | 10 Years                               | –                         |
| 27. Oktober 2021 – 2. November 2021 1 Woche | 1                                      | Jung                                   | Forfra forbundet                       | –                         |
| 3. November 2021 – 9. November 2021 1 Woche (insgesamt 7) | 7                                      | Benny Jamz, Gilli & Kesi feat. B.O.C.  | Mere end musik                         | –                         |
| 10. November 2021 – 16. November 2021 1 Woche (insgesamt 3) | 3                                      | Ed Sheeran                             | Equals (=)                             | –                         |
| 17. November 2021 – 30. November 2021 2 Wochen | 2                                      | ABBA                                   | Voyage                                 | –                         |
| 1. Dezember 2021 – 7. Dezember 2021 1 Woche | 1                                      | Adele                                  | 30                                     | –                         |
| 8. Dezember 2021 – 14. Dezember 2021 1 Woche (insgesamt 23) | 23                                     | Michael Bublé                          | Christmas                              | –                         |
| 15. Dezember 2021 – 21. Dezember 2021 1 Woche | 1                                      | Volbeat                                | Servant of the Mind                    | –                         |
| 22. Dezember 2021 – 11. Januar 2022 3 Wochen (insgesamt 23) | 23                                     | Michael Bublé                          | Christmas                              | –                         |